# 1998 في إسرائيل
فيما يلي قوائم الأحداث التي وقعت خلال عام 1998 في إسرائيل.

## سياسة

### تعيين في المنصب
- 1 يناير – يائيل جيرمان عمدة هرتسليا.
- 13 أكتوبر – أرئيل شارون وزير الخارجية الإسرائيلي  [لغات أخرى]‏.
- 18 نوفمبر – يسرائيل كاتس عضو الكنيست [الإنجليزية]‏.
- 18 ديسمبر – بنيامين نتانياهو وزير المالية الإسرائيلي  [لغات أخرى]‏.

### انتهاء فترة المنصب
- 1 يناير – أمنون ليبكين شاحاك رئيس الأركان العامة (إسرائيل).
- 1 يناير – يعقوب نئمان وزير المالية الإسرائيلي  [لغات أخرى]‏.
- 20 يناير – زفولون هامر نائب رئيس الوزراء ‏، عضو الكنيست [الإنجليزية]‏.
- 23 أكتوبر – موشيه غافني عضو الكنيست [الإنجليزية]‏.
- 18 نوفمبر – إيهود أولمرت عضو الكنيست [الإنجليزية]‏.

## مواليد

### يونيو
- 13 يونيو – عبد الله عقل ممثل إسرائيلي.

## وفيات

### يناير
- 20 يناير – زفولون هامر (مواليد 1936) سياسي إسرائيلي.

### مايو
- 14 مايو – إسحاق موداعي (مواليد 1926) سياسي إسرائيلي.